# Heino Døygaard
Heino Døygaard (født 29. februar 1936, død 4. februar 2022) var en dansk forfatter og freelance-rejsejournalist. Han vandt i 1996 Dansk Forfatterforenings faglitterære pris og i 1973 Dansk Historielærerforenings lærebogspris. Heino Døygaard har siden 1973 skrevet bøger primært om emnerne historie, cykler, samfundsorientering og diverse guide-bøger.

## CV
Heino Døygaard var forfatter og freelance-rejsejournalist, handelsuddannet i ØK, siden skolelærer og chefredaktør for Historie og Samtid. Han var freelance-medarbejder med rejse-, motorcykel- og cykelstof ved en række magasiner. Han var bestyrelsesmedlem for Danske Rejseskribenter, er optaget i Who is who in the World og var lejlighedsvis kronikør i dagblade.
Døygaard virkede de sidste 20 år som forfatter, rejsejournalist og fotograf. Produktionen er på godt 60 bøger, især historie- rejse- og cykelbøger, herunder bl.a. Politikens store Cykelbog, der er kendt som "cyklisternes bibel". Medarbejder ved Den Store Danske Encyklopædi.

## Refeencer
1. ↑  Mindeord i cyclingworld.com